# That's My Man
That's My Man (A Última Esperança, no Brasil) é um filme estadunidense de 1947 dirigido por Frank Borzage com Don Ameche e Catherine McLeod nos papeis principais.

## Elenco
- Don Ameche ...Joe Grange
- Catherine McLeod ...Ronnie Moore / Grange
- Roscoe Karns ...Toby Gleeton
- John Ridgely ...Ramsey
- Kitty Irish ...Kitty
- Joe Frisco ...Willie Wagonstatter
- Gregory Marshall ...Richard Grange
- Dorothy Adams ...Millie
- Frankie Darro ...Jockey
- Hampton J. Scott ...Sam
- John Miljan ..Secretário
- William B. Davidson ...Monte
- Joe Hernandez ...Race Track Announcer